# Conny van Bentum
Cornelia (Conny) van Bentum (Barneveld, 12 augustus 1965) is een Nederlands voormalig wedstrijdzwemster.

## Loopbaan
Zij won in de jaren tachtig een stortvloed aan nationale en internationale medailles op de vrije slag. In 1983 werd de zwemster van DWK (De Waterkip) verkozen tot Nederlands Sportvrouw van het Jaar.
Van Bentum won in juli 1979 haar eerste nationale titel, en was op dat moment pas dertien jaar. Vele titels volgden, niet alleen op de vrije slag maar ook op de vlinderslag. De grote vraag die de afgestudeerd studente medicijnen zal blijven achtervolgen is deze: hoe had haar erelijst eruitgezien als ze geen 'last' had gehad van de hegemonie van de DDR-zwemsters, van wie velen jaren later toegaven destijds doping te hebben gebruikt?
Niettemin zwom Van Bentum vele internationale prijzen bijeen, waaronder twee zilveren en negen bronzen EK-medailles, en vijf bronzen WK-plakken. Hoogtepunten waren haar drie deelnames aan de Olympische Spelen, in achtereenvolgens 1980 (brons met de estafetteploeg op de 4x100 meter vrije slag in Moskou), 1984 (zilver op de 4x100 meter vrije slag in Los Angeles) en 1988 (opnieuw zilver op de 4x100 meter vrije slag in Seoel).
Van Bentum trainde gedurende haar sportcarrière twee jaar in de Verenigde Staten, op de universiteit van Berkeley, met onder anderen twee vermaarde collega-zwemmers: Matt Biondi en Mary T. Meagher. Niet lang na haar afscheid keerde Van Bentum midden jaren negentig terug in de topsport als teamarts van de Nederlandse mannenhockeyploeg. In het dagelijks leven is zij huisarts in Amersfoort.